# Göran Dyrssen
Göran Thede Peder Dyrssen, född 26 oktober 1956 i Stockholm, är en svensk skådespelare.

## Biografi
Dyrssen är son till hovrättsrådet Gösta Dyrssen och hans hustru Inger, född Särnvall. Han utbildades vid Calle Flygare Teaterskola och 1978–1981 vid Teaterhögskolan i Göteborg. Därefter har han varit verksam vid ett flertal teatrar, till exempel Götateatern, Skånska Teatern, Riksteatern och Helsingborgs stadsteater. Sedan 1982 tillhör han ensemblen vid Malmö stadsteater. Han debuterade där som David i urpremiären av Natten är dagens mor.
Han har medverkat i flera film- och TV-produktioner, som Räven och Ronny och Julia.
Göran Dyrssen har en vuxen dotter som är journalist.

## Teater

### Roller
| År   | Roll                 | Produktion                                                                                              | Regi                       | Teater                                       |
| ---- | -------------------- | --- | -------------------------- | -------------------------------------------- |
| 1982 | David                | Natten är dagens mor Lars Norén                                                                         | Göran Stangertz            | Malmö stadsteater                            |
| 1983 | Diplomat Ek          | Raoul Eric Åkerlund                                                                                     | Håkan Englund              | Malmö stadsteater                            |
| 1984 |                      | Peer Gynt Henrik Ibsen                                                                                  | Edith Roger                | Malmö stadsteater                            |
| 1985 | Itzel                | Ghetto Joshua Sobol                                                                                     | Eva Sköld                  | Malmö stadsteater                            |
| 1987 | Christopher Mahon    | Hjälten på den gröna ön (The Playboy of the Western World) John Millington Synge                        | Urban Lindh                | Malmö stadsteater                            |
| 1988 | Konstantin           | Måsen (Чайка, Tjajka) Anton Tjechov                                                                     | Ronnie Hallgren            | Malmö stadsteater                            |
| 1988 | Lady                 | En uppstoppad hund Staffan Göthe                                                                        | Magnus Bergquist           | Malmö stadsteater                            |
| 1990 | Titanen              | Ett inferno - en monolog för fyra röster August Strindberg                                              | Kerstin Birde              | Malmö stadsteater                            |
| 1996 |                      | Timmen när vi inte visste något om varandra (Die Stunde da wir nichts voneinander wussten) Peter Handke | Kim Brandstrup             | Malmö Dramatiska Teater                      |
| 2001 | Fred Wahlström       | Temperance Staffan Göthe                                                                                | Wilhelm Carlsson           | Malmö Dramatiska Teater                      |
| 2006 | Dmitrij Sjostakovitj | Elitklassen (Master Class) David Pownall(en)                                                            | Göran Stangertz            | Riksteatern                                  |
| 2008 | Ryttmästaren         | Fadren August Strindberg                                                                                | Jan Nielsen                | Helsingborgs stadsteater                     |
| 2010 | Peter                | Att döda ett tivoli (Преступление и наказание, Prestuplenije i nakazanije) Fjodor Dostojevskij          | Dennis Sandin              | Malmö stadsteater                            |
| 2010 | Frank                | Let's be Frank Raymond Carver, Charles Bukowski och Tom Waits                                           | Göran Dyrssen              | Malmö stadsteater                            |
| 2012 |                      | Here Comes the Sun Klas Abrahamsson                                                                     | Ronny Danielsson           | Malmö stadsteater                            |
| 2012 |                      | Gengångare och zombies Henrik Ibsen och Gustav Tegby                                                    | Rikard Lekander            | Malmö stadsteater                            |
| 2015 |                      | Plume – en fridfull man Pelle Öhlund                                                                    | Pelle Öhlund               | Malmö stadsteater                            |
| 2015 |                      | Tolvskillingsoperan (Die Dreigroschenoper) Bertolt Brecht och Kurt Weill                                | Alexander Öberg            | Malmö stadsteater                            |
| 2017 | Voltaire             | Livläkarens besök Per Olov Enquist                                                                      | Johanna Garpe              | Malmö stadsteater                            |
| 2017 | Pappa Engywuck       | Den oändliga historien (Die Unendliche Geschichte) Michael Ende                                         | Nina Wester                | Malmö stadsteater                            |
| 2018 | Konrad               | Dylansällskapet Dennis Magnusson                                                                        | Anders Lundorph            | Malmö stadsteater                            |
| 2018 |                      | Alfabet Inger Christensen                                                                               |                            | Malmö stadsteater                            |
| 2019 |                      | Knutpunkten Jörgen Dahlqvist                                                                            | Linda Ritzén               | Helsingborgs stadsteater                     |
| 2021 | Sorin                | Måsen (Чайка, Tjajka) Anton Tjechov                                                                     | Eva Dahlman (skådespelare) | Malmö stadsteater                            |
| 2023 |                      | Under Fullmånen Lisa Förare Winbladh                                                                    | Rikard Lekander            | Regionteatern Blekinge Kronoberg/Riksteatern |

### Regi
| År   | Produktion     | Upphovsmän                                                                   | Teater            |
| ---- | -------------- | ---------------------------------------------------------------------------- | ----------------- |
| 2010 | Let's be Frank | Raymond Carver, Charles Bukowski och Tom Waits Sammanställning Göran Dyrssen | Malmö stadsteater |